# Fluviphylax
Fluviphylax is een geslacht van straalvinnige vissen uit de familie van de levendbarende tandkarpers (Poeciliidae).

## Soorten
- Fluviphylax obscurus Costa, 1996
- Fluviphylax palikur Costa & Le Bail, 1999
- Fluviphylax pygmaeus (Myers & Carvalho, 1955)
- Fluviphylax simplex Costa, 1996
- Fluviphylax zonatus Costa, 1996